# Dercitus dissimilis
Dercitus dissimilis is een spons in de taxonomische indeling van de gewone sponzen (Demospongiae). De wetenschappelijke naam van de soort werd in 1959 gepubliceerd door Sarà.